# Dallas Buyers Club
Dallas Buyers Club är en amerikansk dramafilm från 2013 regisserad av Jean-Marc Vallée med Matthew McConaughey, Jennifer Garner och Jared Leto i rollerna. Filmen är baserad på den verkliga berättelsen om smugglaren Ron Woodroof och hans liv. Manuskriptet utarbetades av Craig Borten och Melisa Wallack, den sistnämnda har tidigare regisserat Meet Bill med Bernie Goldmann. Dallas Buyers Club visades först den 7 september 2013 på Toronto International Film Festival samma år. Den hade amerikansk biopremiär den 1 november 2013.

## Handling
Året är 1985 i Dallas. Ron Woodroof (Matthew McConaughey) är en homofobisk och drogberoende bråkstake som får besked att han endast har 30 dagar kvar att leva, efter att diagnostiserats med HIV. Ron vägrar att acceptera sin dödsdom, men han upptäcker att han blir utfryst av familj och vänner, får sparken från sitt jobb som elektriker och blir vräkt från sin bostad. På sjukhuset sköts han om av doktor Eve Saks (Jennifer Garner), som informerar honom om ett antiretroviralt läkemedel kallad Zidovudin (AZT), som testas. AZT är menat att förlänga livet hos AIDS-patienter, och det är den enda medicinen som är godkänd av den amerikanska läkemedelsmyndigheten Food and Drug Administration (FDA). Saks berättar också att under de kliniska prövningarna får hälften av patienterna AZT, medan den andra halvan får placebobehandling, då detta är det enda sättet att avgöra om medicinen fungerar.
Ron börjar muta en arbetare på sjukhuset för att förse honom med AZT, men när han ger sig själv det, börjar hans hälsa svikta. Det blir dessutom inte bättre av hans kokainmissbruk. När Ron kommer tillbaka till sjukhuset möter han den transsexuelle drogmissbrukaren Rayon (Jared Leto), som också är HIV-smittad. Ron är till en början kallsinnig mot Rayon, och när Ron börjar må sämre kör han till ett mexikanskt sjukhus för att fixa mer AZT. Men Dr. Vass (Griffin Dunne), som har haft läkarlicensen indragen, säger att AZT är "giftigt" och "dödar varje cell det kommer i kontakt med". Istället får Ron zalcitabin (ddC) och proteinet Peptid T, som inte är godkända i USA. Tre månader senare börjar Ron må mycket bättre, och upptäcker att han kan importera och sälja medicinerna till andra HIV-smittade. Eftersom de inte är olagliga i USA, lyckas han få dem över gränsen genom att klä ut sig till präst och att lova och svära att använda medicinen själv. Under tiden börjar Dr. Saks märka av nackdelarna med AZT, men hennes chef, Dr. Sevard (Denis O'Hare), säger att medicinen inte kan stoppas.
Ron börjar sälja medicinen på gatan och blir tvungen att samarbeta med Rayon, eftersom hon kan skaffa kunder. Paret bildar "Dallas Buyers Club", där medlemmar kan få den medicin de behöver, och månadsavgiften är 400 dollar. Klubben blir med tiden omåttligt populär, och Ron börjar se Rayon som en vän. När Ron drabbas av en hjärtinfarkt, får Sevard reda på klubben och dess otillåtna läkemedel. Richard Barkley (Michael O'Neill) från FDA konfiskerar all ddC och hotar Ron med arrestering. Saks känner sympati för Ron och hans klubb och de två blir vänner.
Med tillstånd från polisen gör Barkley husrannsakan i klubben, men det enda han kan göra är att ge Ron böter. Året därpå, 1987, ändrar FDA sitt regelverk vilket innebär att varje icke-godkänd medicin från och med nu blir olaglig. När klubbens kassa minskar, säljer den kokainberoende Rayon sin livförsäkring för att kunna bistå klubben med pengar. Det innebär att Ron kan åka till Mexico för att få tag i mer Peptid T. Men när han kommer tillbaka blir han till sin stora förtvivlan informerad om att Rayon avlidit efter att ha blivit intagen på sjukhus och fått AZT. Saks sörjer också Rayon och blir ombedd om att avgå då sjukhuset upptäcker hennes kopplingar till klubben. Hon vägrar gå med på det och säger att de måste sparka henne först.
Ron förändras ytterligare efter Rayons död. Han blir allt mindre homofobisk och börjar strunta i att tjäna pengar. Det enda han vill är att hjälpa sina medlemmar och få tag på den medicin de behöver. Peptid T blir oerhört svårt att skaffa, och 1987 stämmer han FDA. Han vill ha rätten att ta proteinet, som hade bevisats vara ofarligt men ändå otillåten. Domaren visar samtycke, men kan ändå inte göra mycket. När filmen slutar visas det i titeltexterna att Ron fick tillåtelse av FDA att använda Peptid T för privat bruk, att AZT i lägre doser räddade miljoner liv och att Ron själv dog i AIDS år 1992, sju år efter att han fick diagnosen.

## Rollista
- Matthew McConaughey som Ron Woodroof
- Jennifer Garner som Dr. Eve Saks
- Jared Leto som Rayon
- Steve Zahn som Tucker
- Dallas Roberts som David Wayne
- Michael O'Neill som Richard Barkley
- Denis O'Hare som Dr. Sevard
- Griffin Dunne som Dr. Vass
- Jane McNeill som Francine Suskind
- James DuPont som Rayons far
- Bradford Cox som Rayons älskare
- Kevin Rankin som T.J.
- Lawrence Turner som Larry
- Matthew Thompson som Feminin man
- Adam Dunn som Neddie Jay

## Mottagande
Dallas Buyers Club mottogs med lysande recensioner. Filmsidan Rotten Tomatoes delade ut betyget 94 poäng av 100 efter 156 recensioner. På Metacritic tilldelades filmen betyget 84 av 100, baserat på 45 recensioner.

### Intäkter
Filmen öppnade i nio biografer i Nordamerika och spelade in $260 865 under den första visningsveckan från 1 till 3 november, vilket gjorde att den slutade på tjugoandra plats, bakom Rush, Prisoners och Flygplan. Till och med den 1 maj 2014 har Dallas Buyers Club tjänat in sammanlagt $55 198 285.

## Utmärkelser
Matthew McConaughey och Jared Leto hyllades för sina prestationer som Ron Woodroof respektive Rayon. De båda vann Oscar av bästa manliga huvudroll respektive bästa manliga biroll. Leto vann även ett pris i kategorin "Spotlightpriset" på Filmfestivalen i Mill Valley 2013 i Mill Valley, Kalifornien. Den 27 september 2013 utsågs Jean-Marc Vallée till vinnare av Sebastianepriset på Filmfestivalen i San Sebastián 2013.
| Pris                                     | Kategori                                                 | Mottagare och kandidater           | Resultat  |
| ---------------------------------------- | -------------------------------------------------------- | ---------------------------------- | --------- |
| Oscarsgalan 2014                         | Bästa manliga huvudroll                                  | Matthew McConaughey                | Vann      |
| Oscarsgalan 2014                         | Bästa manliga biroll                                     | Jared Leto                         | Vann      |
| Oscarsgalan 2014                         | Bästa smink                                              | Adruitha Lee och Robin Mathews     | Vann      |
| Oscarsgalan 2014                         | Bästa film                                               | Robbie Brenner och Rachel Winter   | Nominerad |
| Oscarsgalan 2014                         | Bästa originalmanus                                      | Craig Borten och Melisa Wallack    | Nominerad |
| Oscarsgalan 2014                         | Bästa klippning                                          | John Mac McMurphy och Martin Pensa | Nominerad |
| Golden Globe-galan 2014                  | Bästa manliga huvudroll - drama                          | Matthew McConaughey                | Vann      |
| Golden Globe-galan 2014                  | Bästa manliga biroll                                     | Jared Leto                         | Vann      |
| Gotham Awards                            | Bästa skådespelare                                       | Matthew McConaughey                | Vann      |
| Hollywood Film Awards                    | Årets skådespelare                                       | Matthew McConaughey                | Vann      |
| Hollywood Film Awards                    | Breakout Performance                                     | Jared Leto                         | Vann      |
| Independent Spirit Awards                | Bästa manliga huvudroll                                  | Matthew McConaughey                | Vann      |
| Independent Spirit Awards                | Bästa manliga biroll                                     | Jared Leto                         | Vann      |
| Filmfestivalen i Mill Valley             | Spotlightpriset                                          | Jared Leto                         | Vann      |
| Palm Springs International Film Festival | Desert Palm Achievement Award                            | Matthew McConaughey                | Vann      |
| Filmfestivalen i Rom                     | Audience Award                                           |                                    | Vann      |
| Filmfestivalen i Rom                     | Bästa skådespelare                                       | Matthew McConaughey                | Vann      |
| Filmfestivalen i Rom                     | Bästa foto                                               | Yves Bélanger                      | Vann      |
| Filmfestivalen i Rom                     | Bästa film                                               | Jean-Marc Vallée                   | Nominerad |
| Filmfestivalen i Rom                     | Golden Butterfly                                         |                                    | Vann      |
| Filmfestivalen i Rom                     | Vanity Fair International Award for Cinematic Excellence |                                    | Vann      |
| Filmfestivalen i San Sebastián           | Sebastianepriset                                         | Jean-Marc Vallée                   | Vann      |